# شهرستان ساندومیژ
شهرستان ساندومیژ (به لهستانی: Powiat Sandomierz) یک شهرستان در لهستان است که در استان اشوی‌داشکسیه واقع شده‌است. شهرستان ساندومیژ ۶۷۵٫۸۹ کیلومتر مربع مساحت و ۸۱٬۷۳۳ نفر جمعیت دارد.